# Daewon Media Co. Ltd

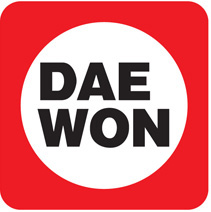
Logotipo de Daewon.

Daewon Media Co. Ltd (anteriormente Daiwon C&A Holdings) es una empresa de medios de comunicación, propietaria de señales de transmisión de animación (Champ, Ani one, Ani Box), un personaje lincenciado por la empresa (Anyland), una compañía de juegos en línea (Daewon Communications), etc. Daewon en sí es una productora de animación (Cubix, Iron Kid, Noonbory and the Super 7, etc), y una importadora de animaciones para el cine (principalmente Studio Ghibli).
La editorial Daiwon C.I. Inc publica mangas, manhwas, revistas con reseñas de anime, novelas, libros para niños y DVD; dispone de 4 revistas manhwa; Young Champ es una revista quincenal para niños mayores de 16; Comic Champ es una revista quincenal para niños mayores de 8; Issue es la revista mensual para las lectoras; Super Champ es revista mensual en línea exclusiva para todos los lectores. El contenido es de 60% a 80% obra original, y el resto son mangas japoneses. Cada revista tiene una impronta para su versión de libro, especialmente, Issue tiene una línea BL llamada "B-ae" para novelas y originales con licencia. También cuenta con una línea de novelas de fantasía para las niñas. 
Newtype Corea es una licencia de la revista japonesa Newtype. Publica animación DVD y novelas de fantasía con licencia de Japón bajo los nombres de Newtype DVD, Newtype novles. Tiene su licencia de la revista en Thiland llamado Mag. X (Magcross) 
Solía tener la licencia de la revista en Francia (Tokebi), en Indonesia y Malasia (Champ). 
Publica muchos de los materiales con licencia Japón, como los editores Shōgakukan y Shueisha, Kōdansha, Hakusensha, Kadokawa Shoten, Tokuma Shoten.

## Libros publicados por Daewon

### Manhwa
Full article: List of manhwa published by Daiwon
Original
- ArchLord
- Cubix
- Babar
- Crush Gear
- Kill Me, Kiss Me
- Les Bijoux
- Ragnarok (manhwa)
- Model
- Priest
- The Chronicles of the Curse Sword
- Faeries' Landing
- Good Luck
- Ciel
- June the Little Queen

etc.

### Licenciados
- Azumanga Daioh
- Cardcaptor Sakura
- Detective Conan (Case Closed)
- Ayashi no Ceres (Ceres, Celestial Legend)
- Digimon
- Doraemon
- Excel Saga
- Fullmetal Alchemist
- Gon
- Mobile Suit Gundam series
- Hamutaro (Hamtaro)
- Kerberos Panzer Cop
- Machinerobo Rescue
- Magic Iron
- Medarot (Medabots)
- Mirmo! (Mirumo de Pon, Mirmo Pong Pong Pong)
- Monster Farm
- Naruto
- One Piece
- Pokémon
- Ranma ½
- Rurouni Kenshin
- Sailor Moon
- Shaman King
- X/1999
- Yu-Gi-Oh!
- Konjiki no Gash Bell! (Zatch Bell!)
- Zoids

### Ani-Manga
- Azumanga Daioh
- Cardcaptors
- Crush Gear
- Cubix
- Digimon
- Doraemon
- Dragon Ball
- El viaje de Chihiro
- Hamtaro
- InuYasha
- Mirmo! (Mirumo de Pon, Mirmo Pong Pong Pong)
- Monster Farm
- Naruto
- Mi vecino Totoro
- One Piece
- Sailor Moon
- Pokémon
- Pokémon The First Movie: Mewtwo Strikes Back
- Pokémon the Movie 2000: The Power of One
- Yu-Gi-Oh!
- Yu-Gi-Oh! The Movie

### Novelas
- Battle Royale
- Fullmetal Alchemist
- Ghost in the Shell 2: Innocence After the Last Goodbye
- Kamikaze Girls
- Socrates in Love
- Suzumiya Haruhi Serise

## Revistas publicadas por Daewon
- Naker
- Newtype Korea
- White
- Comic Champ
- Young Champ

## Anime publicados por Daiwon
- A Chinese Ghost Story
- Alice 19th
- Azumanga Daioh
- Big O
- Boys Over Flowers (Hana Yori Dango)
- Cardcaptors
- Ceres, Celestial Legend
- Corrector Yui
- Croket
- Cubix
- Deko Boko Friends
- Digimon
- Doraemon
- Dragon Ball
- Excel Saga
- Fatal Fury
- Flame of Recca
- Fushigi Yūgi
- Great Dangaioh
- Hamtaro
- Hikaru no Go
- Hunter × Hunter
- InuYasha
- Key, the Metal Idol
- Machinerobo Rescue
- Magic Iron
- Maison Ikkoku
- Medarot
- MegaMan NT Warrior (RockMan EXE)
- Mirmo! (Mirumo de Pon, Mirmo Pong Pong Pong)
- Monkey Turn
- Monster Farm
- Naruto
- Night Warriors
- Ogre Slayer
- One Piece
- Please Save My Earth
- Pokémon
- Project Arms
- Ranma ½
- Sailor Moon
- Saikano
- Sonic X (junto con 4Kids Entertainment)
- Taro the Space Alien
- Trouble Chocolate
- Video Girl Ai
- Yu-Gi-Oh!
- Zatch Bell! (Konjiki no Gash Bell)